# Pluto (törpebolygó)

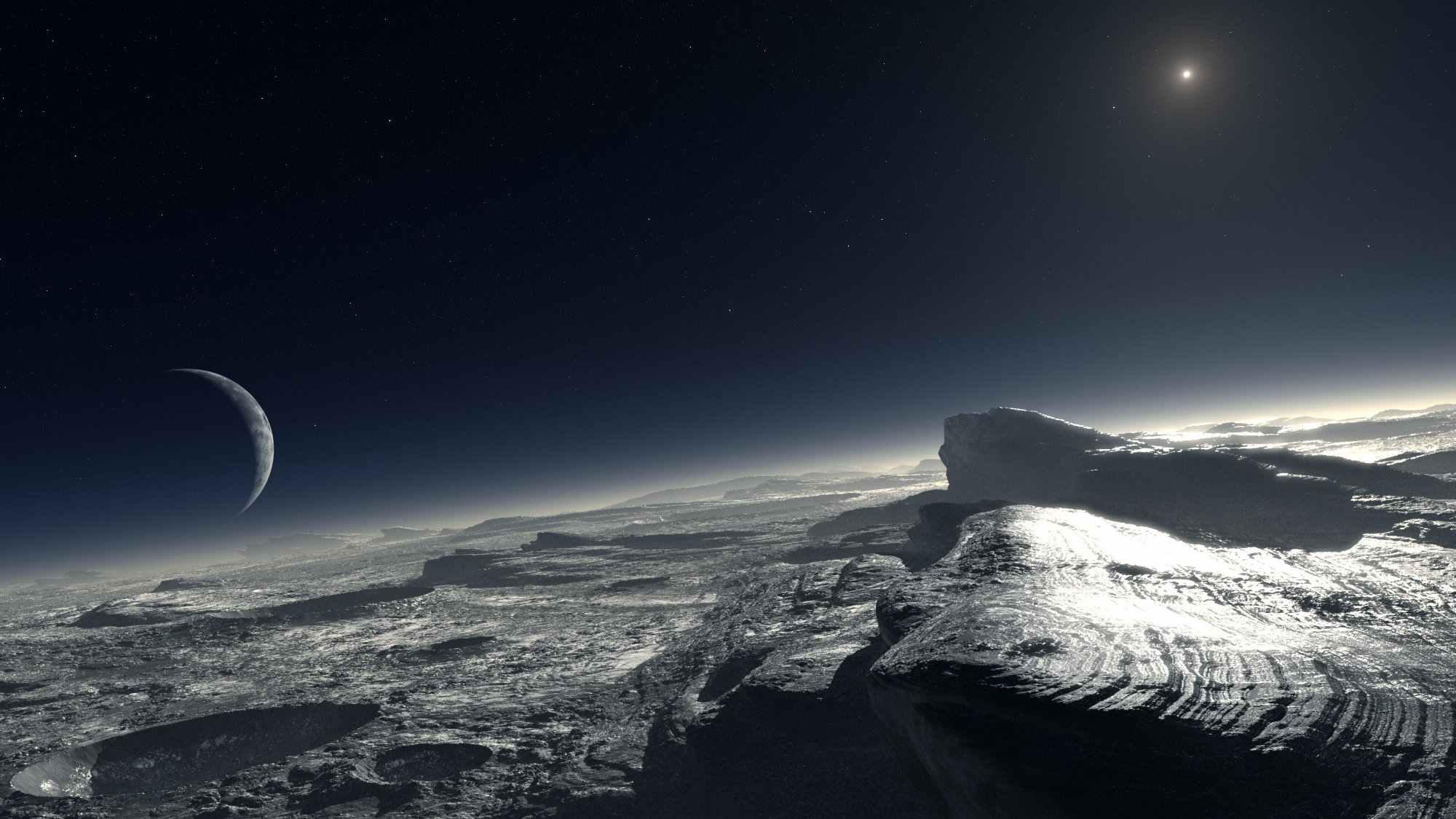
Fantáziarajz a Pluto metánjéggel borított felszínéről, bal oldalán legnagyobb holdjával, a Charonnal, jobb oldalon az ilyen távolságban már csak halványan pislákoló Nappal

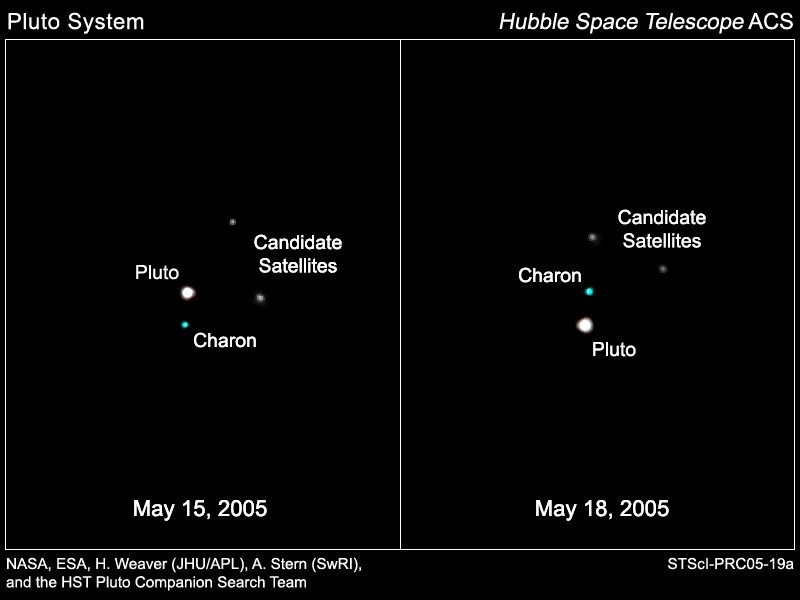
A Hubble űrtávcső felvétele, mely a kis holdak felfedezését jelentette

A Pluto (szimbólumok:  és ) plutoida törpebolygó.
2006. augusztus 24-éig a Naprendszer kilencedik, legkisebb bolygójaként tartották számon, ma pedig (az Eris után) a második legnagyobb törpebolygónak számít. Azóta a Neptunusz a Naprendszer legtávolabbi bolygója. A Föld holdjánál kisebb, magas hőmérsékleten összetömörült anyagokból álló, nitrogén–metán–szén-monoxid légkörű törpebolygó.
Bolygó besorolását azért vesztette el, mert a Kuiper-övben egy olyan égitestet fedeztek fel, amely közel ugyanakkora. Ez az Eris törpebolygó, melynek felfedezése után a Nemzetközi Csillagászati Unió új bolygó-meghatározást alkotott, amely az Erist – és így a Plutót is – a bolygóktól külön kategóriába helyezi.

## Elnevezés
A kisbolygó-elnevezési konvencióknak megfelelően a Magyar Csillagászati Egyesület a 134340 Pluto, illetve (134340) Pluto alakot ajánlja és használja a magyarosított Plútó helyett, mióta azt törpebolygó kategóriába sorolta a Nemzetközi Csillagászati Unió. A Földrajzinév-bizottság 2010-ben, illetve a Magyar Tudományos Akadémia Nyelvtudományi Intézetének 2015-ös szabályzata a már rögzült Plútó alakról határozott.
Jelenleg tehát mindkét írásmód megalapozott, jelen oldalon a Magyar Csillagászati Egyesület által javasolt, latinos formát használjuk, amely a törpebolygók egységes írásmódját követi.

## Jellemzői
A Pluto tömege csak egyötöde a Holdénak, valamint átmérője is kisebb. Felszínét fagyott nitrogén borítja, mely napközelben felenged és vékony légkört alkot.
Felszíne geológiailag aktív, gleccserek és jégvulkánok is találhatók rajta. Hegységek és síkságok tarkítják. A Sputnik Planitia nevű területen dűnék figyelhetők meg, amiket fagyott, homokszem méretű metándarabkák alakítanak és formálnak. A dűnék nagyjából 2000 km² területet fednek le. Bár a légköre vékony, de a felszínt aktívan formálják a szelek, amik legfeljebb 35 km/h sebességgel fújnak.
A New Horizons -235 Celsius fokot mért a Pluto közelében.
A New Horizons űrszonda műszereinek mérései alapján feltételezhető, hogy a felszín alatt folyékony vízóceán található. Ezt a felszíntől egy gázréteg választja el, amit gázhidrátok (más néven klatrát-hidrátok) töltenek ki, és aminek a hőszigetelő hatása megvédi az alatta lévő óceánt a teljes befagyástól. Ez a gázréteg nagyrészt metánból áll, és jégszerű, kásás állapotú.
Pályája nagyon elnyúlt (30 és 50 CsE között változik), melyen néha a Neptunusz pályáján belül kerül. Jele a két első betűjéből alkotott jel, mely egyben Percival Lowell monogramja is (Unicode: ♇).
1930. február 18-án Clyde Tombaugh azonosította először a Plutót a Lowell Obszervatóriumban, és gyorsan kikiáltották a Naprendszer kilencedik bolygójának, mely címét sokáig őrizte. Szakmai körökben azonban egyre inkább sorolták a bolygók helyett a Plutóhoz nagyon hasonló tulajdonságú és pályájú Kuiper-objektumok közé. 2006. augusztus 24-én a Nemzetközi Csillagászati Unió határozatban törpebolygóvá minősítette a Ceresszel és az (akkor még ideiglenes nevet viselő) Erisszel együtt. Ez a lépés olyan visszhangra talált, hogy a 2006-os év szavának a bolygó nevéből képzett, ’lefokozott, leértékelt’ jelentésű plutoed szót választották az Egyesült Államokban.
A Plutóról az 1950-es években úgy vélték, hogy a Neptunusz holdja volt, melyet annak legnagyobb holdja, a Triton lökött ki pályájáról. A Pluto azonban sosem kerül közel a bolygóhoz, így e feltételezés nem bizonyítható. Ezt a Charon felfedezése is megerősítette.
A Nemzetközi Csillagászati Unió a törpebolygók Plutóhoz hasonló csoportjának megjelölésére 2008-ban a plutoid szót javasolta. Az ötletet több csillagász kritizálta. Ennek ellenére a plutoid kategória rögzült a csillagászatban, a Plutóhoz hasonló paraméterekkel rendelkező objektumokból már több mint 200 darab ismert, ami tovább erősítette azt, hogy a Pluto nem bolygó, hanem egy objektumcsoport legnagyobb tagja. 2003 óta még ez sem teljesen igaz, ekkor fedezték fel a 2350 km átmérőjű 2003 UB313 égitestet, amely bár nagyon nyújtott pályán kering, felfedezésekor 100 CsE távolságra volt, de napközelségben eléri a plutoidák övét. Ezt az objektumot már nem akarták tizedik bolygónak minősíteni, ezért lett inkább a Pluto is törpebolygó.
| ♏ |

### Nevekkel ellátott területek
A Nemzetközi Csillagászati Unió 2015-től tartó, a Pluto felszíni, geológiai formációinak elnevezésére a névjavaslatok közül tizennégyet elfogadott és 2017-ben közzétett. A nevek eredete: alvilági mitológia, úttörő űrküldetés, történelmi földrajzi felfedezők, tudósok, mérnökök, akik kapcsolatba hozhatók a Plutóval vagy a Kuiper-övvel.
Az elfogadott nevek a következők:
Tombaugh régió, Burney kráter, Szputnyik síkság, Tendzing hegység és Hillary hegység, Al-Idriszi hegység, Djanggawul árkok, Szleipnir árok, Vergilius árkok, Adlivun üreg, Hajabusza föld, Voyager föld, Tartarosz gerincek, Elliot kráter.
2019-ben újabb 14 nevet fogadott el az Nemzetközi Csillagászati Unió (IAU), a NASA New Horizons csapatának javaslatai alapján:
Alcyonia Lacus, egy minden bizonnyal fagyott nitrogén tó.
Elcano Montes, hegyekkel borított terület.
Hunahpu Valles, kanyonokból álló rendszer.
Khare kráter, ami Bishun Khare (1933–2013) bolygókutató tudósról kapta a nevét, aki a bolygók légkörének kémiájával foglalkozott, és akinek laboratóriumi munkái nyomán feltételezik, hogy tholinok, egyfajta szerves molekulák okozzák a Pluto legsötétebb és legpirosabb területeinek színeit.
Kiladze kráter, amit Rolan Kiladze (1931–2010), grúz csillagász tiszteletére neveztek el. Rolan Kiladze kezdte el a Pluto asztrometriai és fotometriai kutatását.  
Lowell régió, nagy terület Percival Lowell (1855–1916) amerikai csillagász tiszteletére. Lowell alapította meg a később róla elnevezett Lowell obszervatóriumot, és ő szervezte meg a Neptunuszon túli terület tudományos megfigyelését.
Mwindo Fossae – hosszú és keskeny mélyedések hálózata. Nyanga (Kongói Demokratikus Köztársaság keleti része és Zaire területén ismert) epikus hős tiszteletére, aki leutazott az alvilágba, visszatért onnan, majd bölcs és hatalmas király lett belőle.
Piccard Mons – hegyvidéki, feltehetően kirovulkanikus terület. Auguste Piccard (1884–1962) feltaláló és fizikus tiszteletére, aki a 20. században léghajóval a Föld felső légkörét tanulmányozta.
Pigafetta Montes – hegység, Antonio Pigafetta (c. 1491 – c. 1531), itáliai tudós és felfedező tiszteletére, aki Magellán egyik hajóján utazva dokumentálta a felfedezéseket, amiket a Föld első körülhajózása során tettek.
Piri Rupes – hosszú hegycsúcs Ahmed Muhiddin Piri (c. 1470–1553), ismertebb nevén Piri Reis tiszteletére, aki az Oszmán Birodalom első számú térképésze volt. Híres az általa megrajzolt világtérkép után. Ugyancsak megrajzolta az első ismert Észak- és Dél-Amerika keleti partvidékét ábrázoló térképeket.
Simonelli kráter – Damon Simonelli (1959–2004) csillagász tiszteletére, aki széles körű kutatást folytatott, többek között a Pluto kialakulásának témakörében.
Wright Mons – a Wright fivérek (Orville (1871–1948) és Wilbur (1867–1912) tiszteletére, akik a repülés amerikai úttörői voltak. A Wright fivérek építették az első olyan repülőgépet, ami képes volt az önálló repülésre.
Vega Terra – nagy, folytonos földterület. Nevét a szovjet Vega–1 és 2 küldetés után kapta. Ezek voltak az első olyan űrszondák, amik kutató léggömböt működtettek egy másik bolygó (a Vénusz), légkörében, továbbá fényképet készítettek egy üstökös magjáról (Halley-üstökös).
Venera Terra – a Szovjetunió Venyera űrszondái után kapta a nevét, amiket a Vénusz bolygó kutatására küldtek 1961 és 1984 között. Ezek között volt az első olyan, ember által készített eszköz, ami behatolt egy másik bolygó légkörébe és „puha” leszállást hajtott végre a felszínén, ahol fényképeket is készített.
New Horizons űrszonda — a Johns Hopkins Applied Physics Laboratory által gyártott és működtetett tudományos űrszonda, ami még 2019-ben is aktív tevékenységet végez.

## Kísérői

### Charon
A Pluto legnagyobb kísérője, a Charon 1207 km átmérőjű, és így a Plutóhoz viszonyítva jelentős méretű. A Pluto–Charon-rendszert így a szokatlan 2 : 1 nagyságarány miatt korábban kettős bolygónak nevezték. A 8 : 1 tömegaránynak, illetve a két égitest közötti nagy távolságnak köszönhetően a rendszer tömegközéppontja a Plutón kívül található, így lényegében egymás körül keringenek.
A Charon átlagos távolsága a Plutótól 19 571 km, míg pályájának fél nagytengelye (azaz a közös tömegközépponttól mért távolság) 17 536 km. A Pluto esetében a geometriai középpontnak a rendszer tömegközéppontjától mért távolsága a tömegaránynak megfelelően az előbbi távolság 1/8-a, azaz 2446 km. Így a Pluto felszínének a rendszer tömegközéppontjától mért 1260 km-es távolsága megközelítően azonos az égitest sugarával. A Charon pályája közel kör alakú, és feltehetően a Pluto egyenlítői síkjában található. (Összehasonlításképpen a Föld és a Hold tömegaránya 81:1, és a közös tömegközéppont a Föld felszíne alatt található, 4700 km-re a magtól, 1650 km-re a felszín alatt.)

### Nix és Hydra
Sokáig a Charon volt a Pluto egyetlen ismert holdja, de M. Mutchler (STScI) 2005. június 15-én a Hubble űrtávcső ACS kamerájával készített májusi felvételeken észrevett két apró holdat is, amelyek a Nix (S/2005 P 1) és a Hydra (S/2005 P 2) nevet kapták. A Hydra a legkisebb, ez a törpebolygótól távolodva a 2. hold. E holdak átmérőjét eddig csak a mért fényességükből következtetve tudták megbecsülni, így a feltételezett albedótól függően 40 és 160 km között lehet az átmérőjük. A Charonnal egy pályasíkban, közel kör alakú pályán keringenek a Pluto körül, 50 000, illetve 60 000 km távolságra. A keringési idejük a nagyobb holdéval orbitális rezonanciában áll: míg a Charon tizenkétszer, addig a Hydra egyazon időtartamban kétszer, a Nix pedig háromszor kerüli meg a törpebolygót. A vöröses színű Plutótól eltérően a kis holdak, hasonlóan a Charonhoz, semleges szürke színűek.
A Charon keletkezését a kis holdak felfedezése után ez utóbbiakkal együtt próbálják magyarázni: az elmélet szerint a holdak a Pluto egy másik, hasonló méretű, a Kuiper-övből származó égitesttel történő ütközésében keletkeztek. A holdak közös keletkezésére utal a komplanáris (egy síkban fekvő) pályájuk, a közel rezonáns keringési idejük, valamint a megegyező színű felszínük. Ha a holdakat a Pluto befogta volna, akkor azok nagy valószínűséggel eltérő színűek lennének.
Mivel a Pluto és holdjai a Kuiper-övben keringenek, így folyamatosan mikrometeorit-bombázásnak vannak kitéve, melyek por- és jégdarabokat szakítanak ki a felszínükből. Amíg azonban a Pluto és a Charon gravitációjukkal minden törmeléket visszarántanak, a kis holdak erre nem képesek. Feltételezik, hogy a további becsapódások miatt – csillagászati időtartam alatt – annyi anyagot veszítenek, hogy a Pluto körül porkorongot fognak képezni.
A két kis hold felfedezése váratlan volt, mivel addig egyetlen Neptunuszon túli égitestet sem figyeltek meg több mint egy hold kísérővel. Egy hónappal felfedezésük után a 2003 EL61-nél is találtak egy második holdat. E felfedezés megerősítette azt, hogy mivel a Pluto–Charon-rendszer bizonyos szempontok alapján kettős törpebolygónak is felfogható, a Nix és a Hydra létezése bizonyítéknak tekinthető arra, hogy holdak egy kettős rendszerben is keringhetnek stabil pályán.

### Kerberos és Styx
2011. július 20-án a NASA újabb Pluto-hold felfedezését jelentette be. Az először P4-nek keresztelt égitestet a Hubble űrtávcső széles látószögű kamerájának június 28-i felvételén találták meg először. A hold átmérője 13 és 34 km között lehet, pályája a Nix és a Hydra között van, a Plutótól 59 ezer km-re.
2012. július 11-én a Hubble űrtávcső által felfedezett újabb holdat jelentettek be, amely 10 és 25 km közötti átmérővel rendelkezik, közepes pályaátmérője pedig 95 ezer km körül lehet.
A Nemzetközi Csillagászati Unió 2013. július 2-án hivatalosan is elnevezte a holdakat Kerberosnak és Styxnek.

## Kutatása

### Földfelszínről
A Pluto felfedezésének története hasonlít a Neptunuszéhoz. Mindkét égitestet a szomszédos bolygók pályazavarai alapján, számításokkal jósolták meg, és a levezetett adatok alapján keresték az égbolton. A feltételezett kilencedik bolygót tették felelőssé a Neptunusz és az Uránusz pályaeltérései miatt.
A törpebolygót 1930. február 18-án, az arizonai Lowell Obszervatóriumban, 25 évnyi keresés után fedezték fel, több, az égbolt azonos területéről készült fénykép összehasonlítása során. A Pluto felfedezőjét, Clyde W. Tombaugh-ot az obszervatórium nem sokkal azelőtt vette fel, kimondottan a legendás transzneptun bolygó keresésére. 1905-től kezdve maga Percival Lowell is kutatott a bolygó után, és bár nem ő fedezte fel, az általa 1915-ben készített fotókon a Pluto már látható volt. Mivel azonban Lowell akkor jóval fényesebb bolygó után kutatott, így nem figyelt fel a halovány égitestre.
A felfedezést 1930. március 13-án jelentették be, 149 évvel az Uránusz William Herschel általi felfedezése után. A kutatók először úgy vélték, hogy a Pluto a Neptunusz egyik holdja lehetett, s valamilyen zavar folytán, melyet meteorraj okozott, kilépett abból. A feltételezést alátámasztotta, hogy a Pluto ellipszis alakú pályát írt le és belépett a Neptunusz azon zónájába, ahol a holdak mozognak. A Charon felfedezése rácáfolt erre és ettől kezdve vélekedtek úgy a tudósok, hogy a Plutón túl már csak törpebolygók vannak.

### Űreszközökkel

Képek a Plutóról 1930-tól 2015-ig

A NASA már az 1990-es évek elejétől tervezett egy küldetést a Plutóhoz, a projekt ekkor még a Pluto-Kuiper Express nevet viselte, amelyet akkor a Southwest Research Institute koordinált. A küldetést minél hamarabb el kívánták indítani, hogy a Plutót még azelőtt elérje, hogy annak vékony légköre kifagy. Ez azzal függ össze, hogy a pályája erősen elliptikus, és a törpebolygó az 1989. évi perihéliuma óta távolodik a Naptól. A Pluto a pályájának következő napközeli pontját csak 2247-ben éri el.
Az első koncepciók azonban elbuktak a technikai nehézségeken és a szűkös finanszírozáson, így 2001-ben a New Horizons küldetéssel váltották fel, melyet 2006. január 10-én indítottak a Cape Canaveral űrrepülőtérről. A szonda tervezett utazási ideje 9,5 év, a Pluto és a Charon mellett 2015. július 14-én repült el. A megfigyelések e találkozó előtt 150 nappal kezdődtek, és 120 nappal a legközelebbi pont előtt voltak várhatók az első fényképek.
A szonda már 90 nappal a Pluto-Charon rendszer megközelítése előtt a Hubble űrtávcsőnél nagyobb felbontású képeket készített, mely fotók a legnagyobb megközelítés során elérték a 25 m/pixel felbontást. A további műszerekkel a hőmérséklet-eloszlást és a Pluto légkörét vizsgálták. A tervek szerint a New Horizons a Plutót 9600, a Charont pedig 27 000 km-re közelítette meg. Két héttel a kettős rendszer legnagyobb megközelítése után a szonda beszüntette a megfigyeléseket, és az adatokat elkezdte visszasugározni a Földre.